# Francis Xavier Ahn Myong-ok
Francis Xavier Ahn Myong-ok (kor. 안명옥, * 7. Dezember 1945 in Masan, Südkorea) ist ein südkoreanischer Geistlicher und emeritierter römisch-katholischer Bischof von Masan.

## Leben
Francis Xavier Ahn Myong-ok empfing am 2. Februar 1975 das Sakrament der Priesterweihe.
Am 23. Oktober 2000 ernannte ihn Papst Johannes Paul II. zum Koadjutorbischof von Masan. Der emeritierte Erzbischof von Seoul, Stephen Kardinal Kim Sou-hwan, spendete ihm am 8. Januar 2001 die Bischofsweihe; Mitkonsekratoren waren der Bischof von Masan, Michael Pak Jeong-il, und der Bischof von Pusan, Augustine Cheong Myong-jo. Am 11. November 2002 wurde Francis Xavier Ahn Myong-ok in Nachfolge von Michael Pak Jeong-il, der aus Altersgründen zurücktrat, Bischof von Masan.
Am 19. April 2016 nahm Papst Franziskus seinen vorzeitigen Rücktritt an.